# Гянджинская область

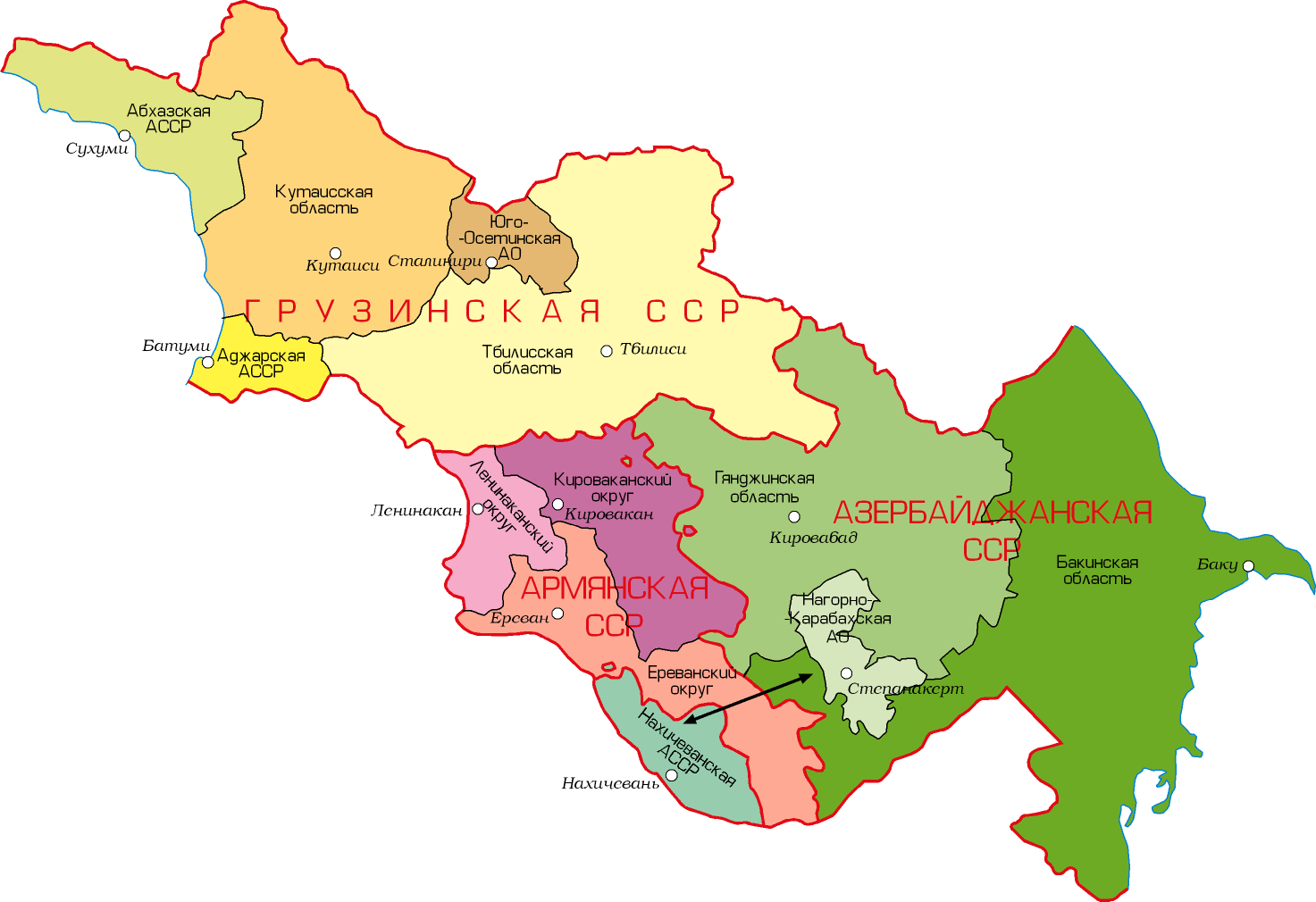
Карта административного устройства Закавказья в 1952—1953 гг.

Гянджи́нская область — административно-территориальная единица Азербайджанской ССР, существовавшая в 1952—1953 годах.

## Общие сведения
Административный центр — город Кировабад.
Гянджинская область образована вместе с Бакинской областью) 3 апреля 1952 года в ходе эксперимента по введению областного деления внутри союзных республик Закавказья. 
Гянджинская область располагалась в западной части республики и делилась на 28 районов: Агдамский, Агдашский, Агджабединский, Акстафинский, Бардинский, Белоканский, Варташенский, Геокчайский, Достафюрский, Евлахский, Закатальский, Зардобский, Казахский, Касум-Исмайловский, Кахский, Кедабекский, Кельбаджарский, Куткашенский, Мир-Баширский, Нухинский, Самухский, Сафаралиевский, Таузский, Уджарский, Халданский, Ханларский, Шамхорский и Шаумяновский. 
Спустя 1 год эксперимент был признан неудачным, и область Указом Президиума Верховного Совета СССР от 23 апреля 1953 года упразднили .

## Руководство области[1]

### Исполнительный комитет Гянджинского областного Совета
04.1952 — 04.1953 председатель Садых Рагимов.

### Гянджинский областной комитет КП(б) — КП Азербайджана
4.1952 — 4.1953 1-й секретарь Имам Мустафаев